# Johann Caspar Vogler
Johann Caspar Vogler (Arnstadt, Turíngia, 23 de maig de 1696 - Weimar, 3 de juny de 1763) fou un organista i compositor alemany.
Deixeble de Johann Sebastian Bach en la seva ciutat nadiua, el 1715 fou nomenat organista de Stadtilm i el 1721 organista de la cort de Weimar.
Publicà: Vermischte Choralgedanken. (1737).